# Stylistka
Stylistka (oryg. Personal Shopper) – francusko-niemiecki thriller z 2016 roku w reżyserii Oliviera Assayasa. Główną rolę w filmie zagrała amerykańska aktorka Kristen Stewart. Zdjęcia kręcono w Paryżu, Pradze i Omanie (m.in. w Maskacie).
Premiera filmu odbyła się 17 maja 2016 roku podczas 69. Międzynarodowego Festiwalu Filmowego w Cannes. Siedem miesięcy później, 14 grudnia, obraz trafił do kin na terenie Francji.

## Opis fabuły
Film opisuje historię Maureen Cartwright (Kristen Stewart), która mieszka w Paryżu i zarabia na życie jako stylistka gwiazdy ze świata mody. W ekskluzywnych butikach wyszukuje najlepsze kreacje i biżuterię dla swojej pracodawczyni. Jej szefowa nie zdaje sobie sprawy, że kobieta ma mroczną tajemnicę. Maureen jest medium i rozmawia z duchami. Co noc próbuje nawiązać kontakt ze zmarłym przed kilkoma miesiącami bratem bliźniakiem, który cierpiał na tę samą co ona chorobę serca. Pewnego dnia Cartwright zaczyna dostawać niepokojące wiadomości od nieznajomego, który wciąga ją w niebezpieczną grę.

## Obsada
- Kristen Stewart jako Maureen Cartwright
- Lars Eidinger jako Ingo
- Nora von Waldstätten jako Kyra
- Anders Danielsen Lie jako Erwin
- Sigrid Bouaziz jako Lara
- Ty Olwin jako Gary
- Audrey Bonnet jako Cassandre
- Pascal Rambert jako Jerome
- Benjamin Biolay jako Victor Hugo

## Odbiór

### Krytyka w mediach
Film spotkał się z pozytywnymi recenzjami od krytyków. W serwisie Rotten Tomatoes średnia ocen wyniosła 81% ze średnią oceną 7,2 na 10. Na portalu Metacritic średnia ocen wyniosła 78 punktów na 100.
Serwis His Name Is Death sklasyfikował Stylistkę jako jeden z najlepszych horrorów 2017 roku.

## Nagrody i nominacje
| Rok  | Miejsce                                      | Nagroda     | Kategoria                  | Odbiorcy i nominowani | Wynik     |
| ---- | -------------------------------------------- | ----------- | -------------------------- | --------------------- | --------- |
| 2016 | 69. Międzynarodowy Festiwal Filmowy w Cannes | Złota Palma | Najlepszy reżyser          | Olivier Assayas       | Wygrana   |
| 2016 | 69. Międzynarodowy Festiwal Filmowy w Cannes | Złota Palma | Udział w konkursie głównym | Olivier Assayas       | Nominacja |